# Waterford Valley
Circonscription électorale provinciale du Canada
Waterford Valley est une circonscription électorale provinciale de la Chambre d'assemblée de la province canadienne de Terre-Neuve-et-Labrador.

## Liste des députés
| Waterford Valley |             |         |               |             |
| Député           | Député      | Parti   | Mandat        | Législature |
|                  | Tom Osborne | Libéral | 2015 - 2019   | 48e         |
|                  | Tom Osborne | Libéral | 2019 - 2021   | 49e         |
|                  | Tom Osborne | Libéral | 2021 - 2024   | 50e         |
|                  | Jamie Korab | Libéral | 2024 - actuel | 50e         |